# Abel Sundberg
Abel Gotthard Leopold Sundberg, född 2 januari 1893 i Göteborgs domkyrkoförsamling, Göteborg, död 22 december 1974 i Johannebergs församling, Göteborg, var en svensk stationskarl och socialdemokratisk riksdagspolitiker.
Sundberg var ledamot av riksdagens andra kammare från 1937, invald i Göteborgs stads valkrets. Han är begravd på Västra kyrkogården i Göteborg.